# هاني مهنا
هاني مهنا (15 أغسطس 1947 - )، عازف وموسيقار وملحن مصري ولد في محافظة الشرقية، وهو الذي عزف مع أم كلثوم أغنية ليلة حب.

## سيرته الفنية
يعتبر هاني مهنا أفضل عازف أورغ في عصره مناصفة مع مجدي الحسيني ولكن لأسلوب هاني طعم خاص فتظهر أكاديمية هاني مهنا من خلال أسلوبه الهادي والمتمكن في العزف والتكنيك العالي.
لهاني مشوار طويل مع عبد الحليم حافظ وطلال مداح ووردة و فايزة أحمد وسميرة سعيد التي تزوج منها عدة سنوات ولم يستمر الزواج.
تم انتخابه في 17 مايو 2013 نقيباً للمهن الفنية في مصر (نقابة الممثلين، نقابة الموسيقيين، وغيرها).
وقد عزف لأكبر الفنانين المصريين في أوج عطائه مما وضع أعماله على قمة الإعجاب الجماهيري لجميع فئات الجماهير العربية والمصرية.
ابنته هنادي انضمت لمجال التمثيل وذلك بداية من العام 2019.

## سجنه
في أكتوبر 2014 صدر حكم بسجن الموسيقار هاني مهنا 5 سنوات بتهمة استيلاء على مال عام بعد قضية كانت قد رفعتها ضده إدارة بنك إسكندرية حيث تعود أحداث الواقعة عندما تعاقد بنك الإسكندرية مع الموسيقار هاني مهنا على إيجار إستوديو يمتلكه بمنطقة المهندسين، ودفع له البنك 9 سنوات مقدم تعاقد.
وعندما انتدب البنك لجنة لعمل المقياسات للمنشأة لافتتاح فرع له، تبين أن المنشأة بها بعض العيوب الخرسانية، التي تعوق إنشاء الفرع، واتفق الطرفان على تحمّل تكاليف صيانة المنشأة التي يمتلكها هاني مهنا، وبعد ذلك انتدب بنك الإسكندرية لجنة أخرى للمعاينة، فتبيّن أنه لا يصلح نهائيا لأن يكون فرعا للبنك، فطلب البنك فسخ التعاقد مع الموسيقار هاني مهنّا، الذي رفض فسخ العقد وإعادة الأموال، فتمت إحالة القضية إلى النيابة العامة.
وفي إبريل 2015 أُفرج عنه بعد إجراء تسوية ومصالحة بين الطرفين بعد أن قضى ستة أشهر في السجن.

## أشهر أعماله

### عازفاً
- أم كلثوم: ليلة حب - حكم علينا الهوى.
- عبد الحليم حافظ: رسالة من تحت الماء - قارئة الفنجان.
- فريد الأطرش: أغنية الربيع .
- فايزة أحمد: وقدرت تهجر - رسالة من امرأة.
- طلال مداح: الكثير من أعماله منها مقادير وزمان الصمت وأغراب ولا تقول وخلني أمر.

### ملحناً
- لو كان عمري بإيديك مع سميرة سعيد
- عاشقة مع سميرة سعيد
- قلوب تغني مع سميرة سعيد

## وصلات خارجية
- هاني مهنا على موقع قاعدة بيانات الأفلام العربية